# Redstone (família de foguetes)

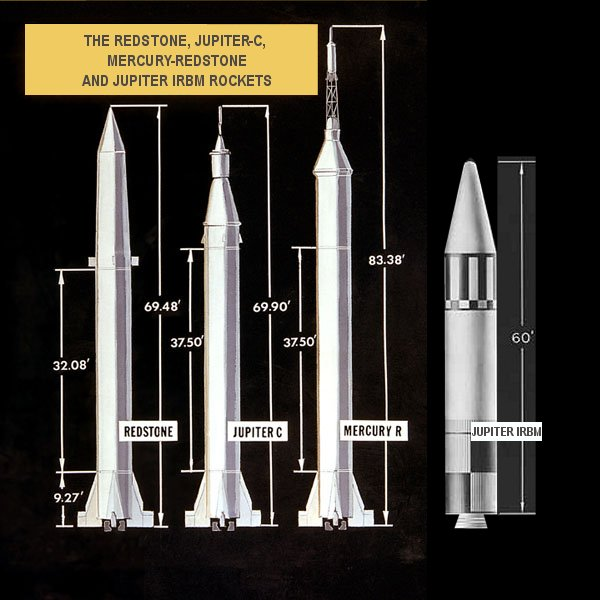
Comparação dos membros da Família Redstone de foguetes com o Jupiter.

A Família Redstone de foguetes, foi constituída por um certo número de mísseis balísticos, foguetes de sondagem e
veículos de lançamento descartáveis. Operacionais nas décadas de 50 e 60, o primeiro membro dessa família, foi o míssil PGM-11 Redstone, a partir do qual, todos os demais membros da família foram criados. Sendo o primeiro grande foguete americano, versões modificadas, foram responsáveis por colocar o primeiro satélite e os dois primeiros astronautas americanos no
espaço.

## PGM-11 Redstone
Lançado pela primeira vez em 1953, o PGM-11 Redstone, ou simplesmente Redstone, era um míssil balístico terra-terra de
curto alcance. Esteve em serviço no exército de Junho de 1958 a Junho de 1964, e foi usado no primeiro teste de míssil nuclear americano. Foi construído pela Chrysler para a Army Ballistic Missile Agency, e foram posicionados na
Alemanha Ocidental.

## Jupiter-A
O Jupiter-A, foi a primeira variante do Redstone, usado para testar vários componentes que mais tarde seriam usados no
míssil balístico de médio alcance chamado PGM-19 Jupiter.

## Jupiter-C
O Jupiter-C, foi um foguete de sondagem usado para três voos voos sub-orbitais entre 1956 e 1957, para testar
ogivas de reentrada cônicas, que seriam usadas mais tarde também no míssil PGM-19 Jupiter.

## Juno I
O Juno I, mais uma derivação do Jupiter-C, foi usado para lançar o primeiro satélite americano, o Explorer 1, em 31 de Janeiro de 1958. Essa foi uma alternativa emergencial devido as falhas ocorridas no Projeto Vanguard.

## Mercury-Redstone
O Veículo de lançamento Mercury-Redstone (MRLV), também conhecido como Mercury-Redstone (MR), usou uma versão alongada do Jupiter-C, para seis voos suborbitais, do Projeto Mercury, em 1960 e 1961, incluindo os dois primeiros voos espaciais tripulados.
- Mercury-Redstone 1, lançamento abortado, saiu 10 cm do chão
- Mercury-Redstone 1A, voo não tripulado bem sucedido
- Mercury-Redstone 2, voo suborbital com o chipanzé Ham
- Mercury-Redstone BD, desenvolvimento do foguete, último teste antes do voo tripulado
- Mercury-Redstone 3, (Freedom 7), primeiro americano no espaço, Alan Shepard
- Mercury-Redstone 4, (Liberty Bell 7), segundo americano no espaço, Gus Grissom

## Saturno
Dois membros da família Saturno de foguetes, o Saturno I e o Saturno IB, foram derivados do Redstone. Eles usavam tanques de combustível do Redstone e do Jupiter em paralelo com oito motores do Jupiter para formar o primeiro estágio. Desenvolvido pela
ABMA, o foguete Saturno, foi adotado pela NASA, para o seu Projeto Apollo, O primeiro veículo lançador de grande porte dos
Estados Unidos. O primeiro deles, foi lançado em 1961.

## Sparta
Sparta, foi o nome atribuído a uma série de foguetes baseados em excedentes do estoque de mísseis Redstone, com dois estágios superiores movidos a combustível sólido. Lançados como parte de um programa de pesquisa conjunta entre o Reino Unido, Estados Unidos e Austrália, entre 1966 e 1967.
O Sparta foi o responsável por lançar o primeiro satélite Australiano.